# 11146 Kirigamine
11146 Kirigamine este un asteroid din centura principală de asteroizi.

## Descriere
11146 Kirigamine este un asteroid din centura principală de asteroizi. A fost descoperit pe 23 noiembrie 1997 la Ōizumi de Takao Kobayashi. Asteroidul prezintă o orbită caracterizată de o semiaxă mare de 2,84 ua, o excentricitate de 0,02 și o înclinație de 3,2° în raport cu ecliptica.